# Echinozoa
De Echinozoa zijn een onderstam van de stekelhuidigen. Tot de groep behoren de zeekomkommers en de zee-egels. Enkele groepen die tot de Echinozoa behoren zijn alleen bekend als fossiel en zijn al lang geleden uitgestorven.

## Kenmerken
Anders dan de zeesterren en zeelelies, hebben de Echinozoa nooit armen.

## Leefwijze
Ze bewegen zich over het substraat en nemen voedsel op door dit van de ondergrond te grazen of uit de waterkolom te filteren.

## Klassen
- Echinoidea - Zee-egels
- Holothuroidea - Zeekomkommers
- Ophiocistioidea †
- Helicoplacoidea †